# Trynidad i Tobago na Letnich Igrzyskach Olimpijskich 1948
Trynidad i Tobago na Letnich Igrzyskach Olimpijskich 1948 reprezentowało 5 zawodników, tylko mężczyzn.

## Zdobyte medale
| Medal  | Zawodnik      | Dyscyplina           | Konkurencja   |
| ------ | ------------- | -------------------- | ------------- |
| Srebro | Rodney Wilkes | Podnoszenie ciężarów | waga piórkowa |

## Skład kadry

### Kolarstwo
Mężczyźni
- Compton Gonsalves

Sprint - odpadł w drugiej rundzie
Time Trial 1000 metrów - 16. miejsce

### Lekkoatletyka
Mężczyźni
- Georgie Lewis

100 metrów - odpadł w ćwierćfinałach
200 metrów - odpadł w eliminacjach
- Wilfred Tull

800 metrów - odpadł w eliminacjach
1500 metrów - odpadł w eliminacjach
- Manny Ramjohn

5000 metrów - odpadł w eliminacjach
10 000 metrów - odpadł w eliminacjach

### Podnoszenie ciężarów
Mężczyźni
- Rodney Wilkes - waga piórkowa - 2. miejsce